# Domaine public payant
Le domaine public payant (anglais : paying public domain ; espagnol : dominio público pagante) est un régime de droit d'auteur dans lequel les copies, présentations ou exécutions d'une œuvre tombée dans le domaine public restent soumises à des redevances, payables à l'État ou à une association d'auteurs. Le principe est que les revenus du travail d'artistes décédés depuis longtemps doivent être utilisés pour soutenir la créativité d'artistes vivants.
Elle peut ne s'appliquer qu'à certains types d'œuvres, comme le folklore ou les expressions culturelles traditionnelles. Cependant, les communautés qui souhaitent contrôler leurs savoirs traditionnels ou leurs expressions culturelles peuvent percevoir les redevances comme une taxe malvenue. Des régimes de domaine public payants ont été introduits et supprimés dans plusieurs pays. Ils sont toujours en place dans plusieurs pays d'Amérique du Sud et d'Afrique.

## Origines
Victor Hugo, qui a également joué un rôle important dans l'élaboration de la Convention de Berne, est souvent considéré à tort, comme l'un des premiers partisans du concept de domaine public payant, en vertu duquel une redevance symbolique serait perçue pour la copie ou l'exécution d'œuvres du domaine public. Il n'y avait pas de protection post-mortem des œuvres, mais une période d'exploitation qui commençait à compter de la date de publication et pouvait expirer du vivant de l'auteur.

## Définition
Un rapport de l'UNESCO de 1949 indiquait que le sens normal du terme était qu'« après l'expiration de la période normale de protection, c'est-à-dire lorsque l'œuvre tombe dans le domaine public, l'œuvre ne peut être librement utilisée, comme elle le pourrait dans le cas du domaine public gratuit normal. Au lieu de cela, l'utilisateur doit payer une redevance, généralement aux sociétés d'auteurs, qui utilisent ces fonds à des fins culturelles ou pour aider les auteurs nécessiteux ou leurs familles. Dans certains cas, l'État participe également à ces redevances ». Un rapport de l'OMPI de 2010 indique qu'en vertu de ces régimes « une redevance est imposée pour l'utilisation d'œuvres du domaine public. Généralement, le système fonctionne comme une licence obligatoire : l'utilisation est conditionnée au paiement de la redevance prescrite mais pas à l'obtention d'une autorisation préalable ».
Les redevances payables à l'État et/ou à la société des auteurs varient d'un pays à l'autre. L'utilisateur doit s'acquitter de la redevance, mais n'est pas tenu d'obtenir une autorisation préalable. La redevance ne peut s'appliquer qu'à l'exploitation commerciale du matériel. Elle ne s'applique généralement qu'aux œuvres qui sont tombées dans le domaine public parce que leur droit d'auteur a expiré, mais dans certains pays, elle s'applique aux expressions du folklore. Habituellement, les redevances sont utilisées pour financer des créateurs jeunes ou en difficulté, ou pour promouvoir des œuvres créatives, mais en Algérie, elles sont utilisées pour préserver le domaine public lui-même. Le coût de l'administration peut absorber une grande partie de l'argent, mais si les frais sont trop élevés, ils peuvent décourager l'utilisation de documents du domaine public.
Le concept a été proposé comme un moyen de protéger les expressions culturelles traditionnelles, mais peut ne pas convenir aux communautés plus intéressées par le contrôle des connaissances traditionnelles et des expressions culturelles traditionnelles que par la compensation. Il pourrait être difficile d'établir les véritables propriétaires et les types de travaux auxquels cela s'appliquerait, et cela pourrait être considéré simplement comme une forme d'imposition.

## Pays concernés
Le rapport de l'UNESCO de 1949 indiquait qu'il y avait cinq pays qui avaient des lois qui avaient adopté ce système : l'Uruguay (depuis 1937), la Bulgarie (depuis 1939), l'Italie (depuis 1941), la Roumanie (depuis 1946) et la Yougoslavie (depuis 1946). Le rapport estime qu'une certaine forme de domaine public payant pourrait également s'appliquer en Russie. En Bulgarie, en Uruguay et en Yougoslavie, la règle s'appliquait à toute sorte d'œuvre du domaine public. En Italie, elle était limitée à la présentation d'œuvres destinées à l'exposition publique et d'œuvres musicales, ainsi qu'aux livres. En Roumanie, il s'appliquait à la publication et à la représentation d'œuvres littéraires et dramatiques. En Bulgarie, la durée durait 20 ans après l'entrée de l'œuvre dans le domaine public, mais dans les autres pays, elle était perpétuelle.
Dans le passé, le Brésil (1973-1983), l'Italie (1882-1925 et 1941-1996), la France (1956-1976) et le Mexique (1963-1993) avaient des régimes de domaine public payants, mais les ont depuis abolis. Un article de 1984 citait l'Argentine, l'Italie, le Mexique et l'URSS parmi les pays qui avaient adopté une forme ou une autre du système. Un article de 2017 notait qu'en Argentine et en Uruguay, une redevance était due à l'État pour presque toutes les utilisations d'œuvres du domaine public, à des fins commerciales ou non, y compris la reproduction, la publication, l'exécution et la diffusion.
Le rapport 2010 de l'OMPI notait que le domaine public payant était toujours en vigueur en Algérie, au Kenya, au Rwanda, au Sénégal, en République du Congo, en Côte d'Ivoire et au Paraguay. Elle a expliqué que l'Accord de Bangui de l'Organisation africaine de la propriété intellectuelle (OAPI) et son annexe sur la propriété littéraire et artistique prévoyaient un tel régime pour l'exploitation des expressions du folklore et des œuvres ou productions tombées dans le domaine public. Un système similaire, appelé « droits intellectuels communautaires », a été proposé en Amérique latine, inspiré en partie de la loi péruvienne no 27811. Le concept est que les savoirs traditionnels doivent rester dans le domaine public pour que quiconque puisse les utiliser, mais les créateurs doivent partager les avantages lorsqu'ils sont utilisés à des fins commerciales. De plus, ces droits ne devraient pas être soumis à des limites de temps.
Il y a eu des propositions pour introduire un domaine public payant système à travers l'Europe, mais en 2001, l'idée n'avait pas gagné beaucoup de soutien. L'Union des écrivains allemands a proposé une version moderne au motif que le droit de suite et domaine public payant devrait être lié, puisque le droit de suite profite généralement aux héritiers éloignés des artistes décédés plutôt que d'être utilisé pour encourager les artistes vivants. Une proposition discutée et rejetée pour la directive de 1993 sur la durée du droit d'auteur était que les vingt dernières années de post mortem auctoris les redevances devraient être utilisées au profit des artistes vivants plutôt que des héritiers de l'artiste.

## Exemples de lois
En vertu de la loi algérienne du 19 juillet 2003 sur le droit d'auteur et les droits connexes, les œuvres du patrimoine culturel traditionnel et les œuvres nationales considérées comme biens publics bénéficient d'une protection spéciale [article 8]. Le Bureau national du droit d'auteur et des droits voisins protège ces œuvres [article 139]. Leur utilisation est soumise à une licence du Bureau et, si l'utilisation est rentable, une redevance est due au Bureau [article 140].
- Les œuvres du domaine public sont placées sous la protection de l'État, représenté par le ministère chargé de la culture.
- La représentation ou l'exécution publique ou la fixation directe ou indirecte d'œuvres du domaine public et d'œuvres composées exclusivement d'éléments empruntés à des œuvres tombées dans le domaine public, en vue d'une exploitation lucrative, sont soumises à la réglementation des droits d'auteur en vertu de conditions qui seront fixées par arrêté du ministère chargé de la culture.
- Les recettes provenant de la perception des redevances pour l'utilisation des oeuvres du domaine public sont consacrées à des fins sociales et culturelles[18].

Le décret-loi du Cap-Vert n° 1/2009 du 27 avril 2009 stipule que « L'utilisation et l'exploitation, à des fins lucratives, des œuvres du domaine public sont libres tant que cette utilisation est subordonnée au respect absolu du droit moral, sur autorisation préalable du membre du Gouvernement chargé de la culture et du paiement d'une redevance à fixer par les membres du Gouvernement chargés de la culture et des finances, en vue de la promotion et du développement culturel et de l'assistance sociale aux auteurs capverdiens ».

## Remarques
1. ↑  calimaq, « Domaine public payant : Victor Hugo n’aurait pas voulu ça ! », sur - S.I.Lex -, 30 avril 2014 (consulté le 12 octobre 2022)
2. ↑  Isabelle Logan, « Pour un domaine public dès la mort de l'auteur : la conception de Victor Hugo », sur Arvensa Editions, 28 février 2014 (consulté le 12 octobre 2022)
3. ↑  Jomunsi 2018.
4. 1 2  UNESCO 1949, p. 1.
5. ↑  Marzetti 2017, p. 2.
6. ↑  UNESCO 1949, p. 2.
7. ↑  WIPO Secretariat 2010, p. 11.
8. 1 2  WIPO Secretariat 2010, p. 12.
9. ↑  Marzetti 2017, p. 4.
10. ↑  Marzetti 2017, p. 5.
11. ↑  Mouchet 1983–1984, p. 137.
12. ↑  Marzetti 2017, p. 1.
13. ↑  Marzetti 2017, p. 3.
14. ↑  Busch 2015, p. 267.
15. ↑  Stokes 2001, p. 63.
16. ↑  Stokes 2001, p. 64.
17. ↑  Algeria 2003.
18. ↑  Act No. 1/021 of December 30, 2005 ... Burundi, Art 25.
19. ↑  Cape Verde 2009, Article.34(4).